# 山内彩加
山内 彩加（やまうち あやか、1994年7月25日 - ）は、日本のフリーアナウンサー。元CBCテレビ（CBC）のアナウンサー。

## 来歴
- 神奈川県横浜市出身。血液型はB型。東京女子大学を卒業。
- 小学生時代は漫画クラブに所属[3]。
- 高校は女子高に通い[4]、部活は演劇部。大学生時代は早稲田大学のSeiren Musical Projectに所属[1]。ミュージカルの舞台に出演していた。ミュージカルをするきっかけとなったのは、高校時代に寺脇康文に声をかけられたからである[5]。
- 2013年より4年間、日本テレビイベントコンパニオン30期生として番組や各種イベントのアシスタントなどを経験。同期には読売テレビアナウンサー黒木千晶などがいる。
- 2017年入社（同期アナウンサーは榊原悠介、光山雄一朗、田中優奈。初鳴きは同年7月27日放送の『つボイノリオの聞けば聞くほど』[6]。
- 2024年（令和6年）11月28日、『北野誠のズバリ』内で、体調不良のため当面の間休養することが発表される[注 1][注 2]。
- 2025年（令和7年）5月31日をもってCBCテレビを退職[7]。同年6月には名古屋から東京に拠点を移す。
- 同年7月25日、結婚を発表[2]。

## 人物

### エピソード
- 小学1年生から塾に行っており、全国模試や中学受験の前に栄養ドリンクを飲んでいた[注 3]。
- 中学時代に作詞家を目指していたことがある[8]。
- 高校生の時から一人喋りのラジオをするのが夢だった[9]。
- CBCテレビに就職するまでは、神奈川県横浜市で暮らしていた。
- 様々なキャラクターに挑戦する「なりきりあやか」など、コスプレの仕事が多い。これらの衣装はAmazonで購入することが多く、その結果、おすすめでSM女王が出てきてしまったことがある[10]。
- CBCラジオ『#むかいの喋り方』のリスナーである[11]。

## 過去の担当番組

### テレビ番組
特段の記述がない限りCBCテレビの番組である。
- 本能Z（2017年10月18日 - 2019年3月【田中優奈アナと2週交替】）
- ラヴィット!（TBSテレビ、2023年6月27日）- 「アルコ＆ピースのお悩みアナウンサー変身計画!」にゲスト出演
- ザコシ乱入（2023年9月25日 - 10月30日）
- バーンセン美術館（2017年10月～2024年10月6日）
- お歌詞もぐもぐ【第1期】（ナレーション、2024年10月25日‐11月29日）

- キユーピー3分クッキング（2019年4月8日 - 2025年5月[注 4]、CBCテレビ制作） - 女性講師出演日のアシスタント、2019年4月22日からは宮本和秀のアシスタントも務めている。2019年7月からは夏目みな美と隔週出演していた。
- チャント!（金曜日キャスター、火曜中継キャスター2021年4月2日 -2022年4月1日、2022年5月13日 - ）→（火・水・金曜日キャスター、2022年4月5日 - 2022年5月6日）→（金曜日キャスター、2022年5月13日 - 2024年3月29日）→（火・水曜日キャスター、2024年4月2日 -2024年9月25日 ）→（火曜日キャスター、2024年10月1日 - 2025年5月[注 5]）
- CBCニュース

### ラジオ番組
特段の記述がない限りCBCラジオの番組である。
- 多田しげおの気分爽快!!朝からP・O・N（2018年2月2日 - 2020年3月27日 ）金曜→木曜・金曜担当[12]
- つボイノリオの聞けば聞くほど（2022年8月3日、8月5日）
- 北野誠のズバリ
  - （2021年5月4日 -2021年12月28日、火曜アシスタント） - 産休に入る佐藤実絵子の代役として出演
  - （2022年3月31日 - 2025年3月27日、木曜アシスタント）[注 6]。
- ドラ魂キング（2019年4月3日 - 2021年3月24日、水曜日アシスタント）
- SKE48 観覧車へようこそ!!（司会進行）（2018年10月22日・29日）
- 「こころをひとつに」プロジェクト 共同CM（2020年5月30日 - 9月30日）
- #アヤスクリプション（2021年10月26日 - 2024年3月31日、パーソナリティ）
- 若狭敬一のスポ音
  - 山内彩加のハッピーエンターテインメント担当（2017年10月7日 - 2020年4月18日。2020年8月22日 - 2024年3月）
- アナののびしろ
- CBCラジオ ＃プラス! （2024年4月5日 - 2025年3月28日、金曜日担当）[注 6]
- 中日新聞ニュース

### Locipo
- SKE48の名古屋4局のアナウンサーを8週連続で呼び出したった。（2020年11月6日）- ゲスト出演　[13]
- 黒歴史カードバトル（2020年12月21日・2021年1月18日・25日） - テミス山内　[14]

### 映画
- 正体（2024年11月29日) - ニュースを読むアナウンサー 役

### アニメ
- ミケの町詣[注 7] - 三上結海